# Ana Paula dos Santos
Ana Paula Cristóvão Lemos dos Santos (Luanda, 17 de octubre de 1963) es una abogada angoleña y ex-primera dama de Angola. Es patrona del Comité de apoyo a la mujer rural (COMUR) de Angola.

## Trayectoria
Durante 10 años, fue azafata de la compañía aérea TAAG Angola Airlines, la compañía que operaba los vuelos presidenciales de Angola. Durante ese periodo, realizó el curso medio de Pedagogía, en la especialidad de Historia y Geografía y después se graduó en Derecho en la Facultad de Derecho de la Universidad Agostinho Neto.
El 17 de mayo de 1991 se casó con el presidente angoleño José Eduardo dos Santos, con quien tuvo cuatro hijos. En su papel de primera dama, asumió una postura activa en favor de las poblaciones más desfavorecidas.
En 1992, Dos Santos participó junto con más de 60 esposas de Jefes de Estado de gobiernos de África, América, Asia, Europa y Oceanía en la cumbre sobre la promoción económica de la mujer rural, en Ginebra, Suiza, por iniciativa de la Reina Fabiola de Bélgica y las esposas de los jefes de Estado y de Gobierno de Nigeria, Ghana, Colombia y Egipto, con el apoyo del Fondo Internacional de Desarrollo Agrícola (FIDA).
Fue elegida miembro del Comité Directivo Internacional, en representación del África subsahariana, junto con representantes de Nigeria y Senegal, y participó en las reuniones ordinarias de 1994 en Bruselas (Bélgica) y de 1996 en Amán (Jordania).
Dos Santos es patrona del Comité de Apoyo a la Mujer Rural (COMUR), apoyando con microcréditos. En 1997 representó a Angola en la cumbre de microcrédito en Washington D. C., Estados Unidos. Además, fundó el Fondo de Solidaridad Social Lwini en Luanda, que se dedica a apoyar a los civiles, especialmente a mujeres y niños.
Es Presidenta de Honor de varias organizaciones filantrópicas, como la Asociación Mundo de Amor, la Asociación de Ciegos y Deficientes Visuales de Angola y el Centro para Niñas de la Calle. También es madrina del Hospital Pediátrico de Luanda, movilizando ayudas para el mantenimiento del hospital y colaborando en la evacuación al extranjero de niños con patologías graves.

## Reconocimientos
El 15 de noviembre de 2010 fue una de las galardonadas con el Trofeo Raça Negra en su octava edición, en la categoría Premios Institucionales - Internacionales, por su contribución social a la población angoleña, especialmente a la mujer rural y a la reinserción social de los ciudadanos del país. El trofeo es considerado el premio Óscar de la cultura afrobrasileña.